# Grüner Markt (Tallinn)

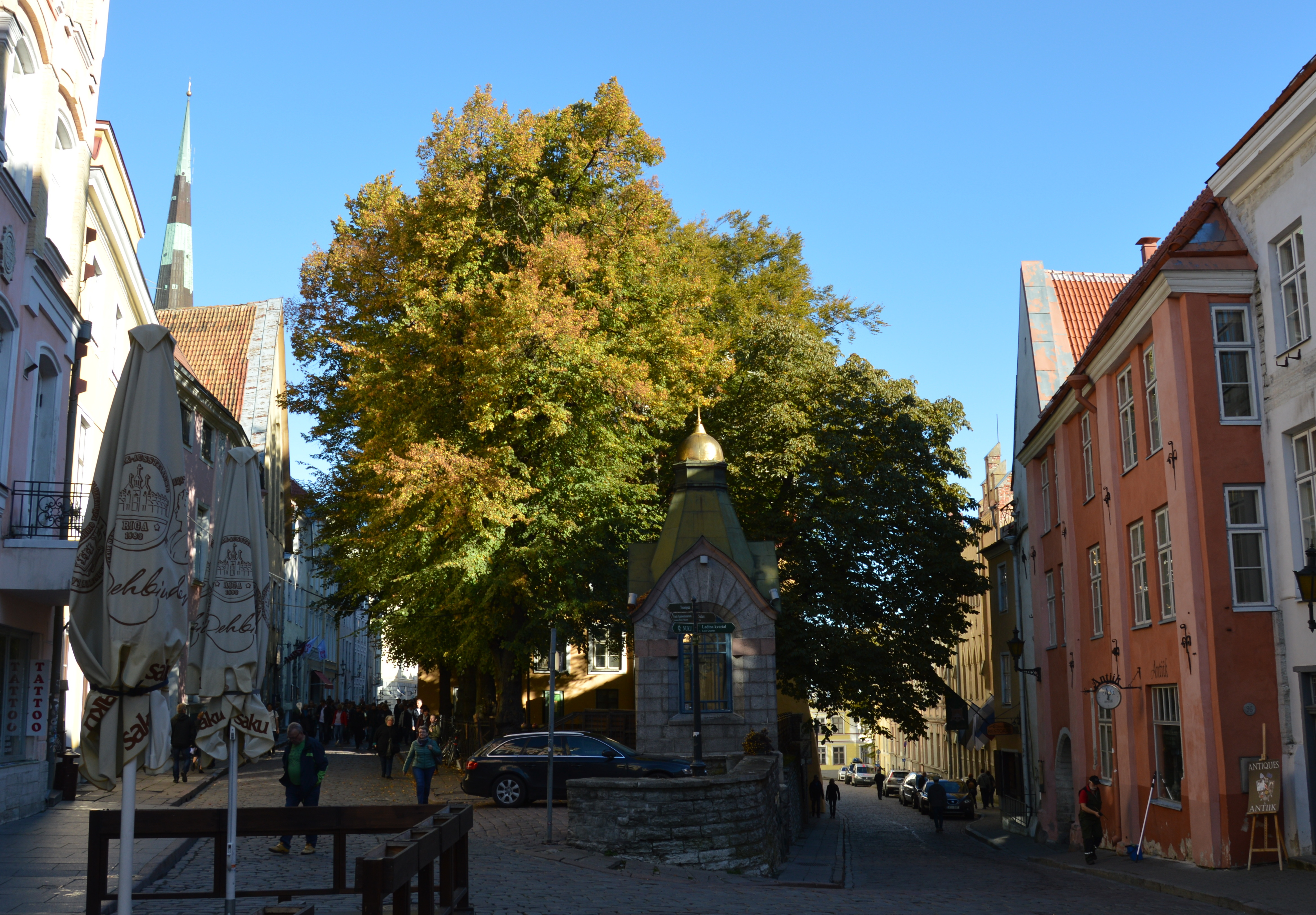
Grüner Markt, Blick von Süden

Der Grüne Markt (estnisch Roheline turg) ist eine Grünanlage in der estnischen Hauptstadt Tallinn (Reval).

## Lage
Er befindet sich in der Revaler Altstadt an der spitzwinkligen Einmündung der Olevstraße (estnisch: Olevimägi) auf die Langstraße (Pikk).

## Gestaltung und Geschichte
Die kleine Grünfläche hat einen annähernd dreieckigen Grundriss, der vom Verlauf der beiden angrenzenden Straßen geprägt wird. Auf der Fläche wurde über Jahrhunderte der Fischmarkt abgehalten, im 19. Jahrhundert dann ein Markt vor allem für Gemüse und Blumen, woraus sich der Name der Grünanlage ergibt. Die Durchführung von Märkten auf der Fläche wurde im Jahr 1893 beendet. Stattdessen wurde eine kleine baumbestandene Grünfläche angelegt. Sie ist eine der wenigen Grünflächen in der dicht bebauten historischen Revaler Altstadt. Die kleine Parkanlage wird heute für Außengastronomie genutzt.
Im Jahr 1909 wurde anlässlich des 15. Jahrestags der Thronbesteigung des Zaren Nikolaus II. an der Südspitze der Grünanlage die kleine Russisch-Orthodoxe Kapelle am Grünen Markt errichtet.